# Lionel Sackville-West
Pour les articles homonymes, voir Sackville-West, Sackville et West.
Lionel Sackville-West (19 juillet 1827 - 3 septembre 1908) est un diplomate britannique.

## Biographie
Il est le quatrième fils de George Sackville-West (5e comte De La Warr), de Lady Elizabeth, fille de John Sackville (3e duc de Dorset) .
Il est ministre plénipotentiaire en Argentine de 1872 à 1878 et ambassadeur en Espagne de 1878 à 1881. La dernière année, il est nommé envoyé extraordinaire et ministre plénipotentiaire aux États-Unis, poste qu'il occupe jusqu'en 1888. Sa retraite est due à la rédaction de la lettre de Murchison. En 1888, il succède également à son frère aîné Mortimer Sackville-West (1er baron Sackville) dans la baronnie de Sackville.

## Famille
Lord Sackville a sept enfants d'une danseuse espagnole, Josefa de la Oliva (née Durán y Ortega, dite Pepita). Peu de temps après sa mort, l'un d'eux, s'appelant Ernest Henri Jean Baptiste Sackville-West, se prétend un fils légitime et l'héritier de son père. Il affirme qu'entre 1863 et 1867, Sackville-West a épousé sa mère. L'affaire est portée devant les tribunaux anglais en 1909 et 1910 et il est décidé que les enfants de cette union étaient tous illégitimes, car l'époux de Pepita, Jean Antonio Gabriel de Oliva, était en vie pendant toute la période des relations de sa femme avec Sackville. Lord Sackville mourut en septembre 1908, à l'âge de 81 ans. Son neveu, Lionel Sackville-West (3e baron Sackville), lui succéda et épousa Victoria, sa cousine, la fille de Lord Sackville. Ils étaient les parents de Vita Sackville-West.